# Moraxella
Moraxella é um gênero de bactérias Gram-negativas da família Moraxellaceae nomeada em homenagem ao  oftalmologista suíço Victor Morax. Os organismos são bacilos curtos, cocobacilos ou, como no caso de Moraxella catarrhalis, diplococos em morfologia, com não-sacarolíticos, oxidase e catalase positivos.

## Patologias
- Moraxella catarrhalis causa infecções das vias respiratórias altas (como sinusite), pneumonia e baixas (como bronquite) ou otite média. Raramente causa bacteremia ou meningite. É oportunista e mais comum em idosos. [3]
- Moraxella lacunata causa inflamação da pálpebra (blefarite) e conjuntivite em humanos.[2]
- Moraxella bovis causa conjuntivite e ceratite em bovinos, progressiva ulceração eventualmente causando cegueira. A doença é relativamente comum em todo o mundo e oportunista. O tratamento é feito por injeção subconjuntival de uma tetraciclina, ou a aplicação tópica de Cloxacilina. A bactéria pode ser transmitida por mosquitos, assim telas contra mosquitos podem prevenir a doença. Quando causa ruptura da córnea requer extirpação imediata do olho, embora o procedimento em si carregue um bom prognóstico.